# Obaga de la Coma de l'Olla
L'Obaga de la Coma de l'Olla és una obaga del terme municipal de Conca de Dalt, a l'antic terme d'Hortoneda de la Conca, al Pallars Jussà, en territori que havia estat del poble d'Hortoneda.
Es troba a migdia d'Hortoneda i al nord-est de Pessonada, a la dreta de la llau de la Coma de l'Olla i al sud-est del Coll d'Estessa. És a ponent de la Coma de l'Olla i al sud de les Costes de Cantellet.